# Vikram (Name)
Vikram ist ein männlicher Vorname der Hindus und bedeutet der Weise, der Tapfere, der Starke. Ursprünglich ist der Name abgeleitet von einer der Qualitäten des Gottes Vishnu, des Bewahrers, einer der Dreieinigkeiten der hinduistischen Devas. Vikram ist einer der ersten Namen in der Vishnu Sahasranama, einer Reihe von Gedichten zu Ehren Vishnus, bei denen ihm tausend Namen (Sahasranam) zugeschrieben werden, wobei jeder Name eine Qualität seiner Größe beschreibt.
Der Name Vikram stammt nicht von dem König Vikramaditya, der Indien von 375 bis 414 regierte. Vikramaditya ist eher ein Königstitel.

## Namensträger
- Vikram Chandra (* 1961), indischer Autor
- Vikram Malhotra (* 1989), indischer Squashspieler
- Vikram Pandit (* 1957), US-amerikanischer Manager
- Vikram Sahay, kanadischer Schauspieler, siehe Vik Sahay
- Vikram Sarabhai (1919–1971), indischer Physiker und Raumfahrtfunktionär
- Aditya Vikram Sengupta (* 1983), indischer Filmregisseur
- Vikram Seth (* 1952), indischer Schriftsteller
- Vikram Singh (* um 1955), indischer Badmintonspieler

## Künstlername
- Chiyaan Vikram (eigentlich Kennedy John Victor; * 1966), indischer Schauspieler, Sänger und Synchronsprecher